# Ironia (album)
Ironia – drugi album studyjny polskiego duetu hip-hopowego Paresłów. Wydawnictwo ukazało się 30 sierpnia 2003 roku nakładem wytwórni muzycznej Baza Lebel.
Nagrania poprzedził wydany w lipcu 2003 roku singel pt. „Gwiazda”. Do utworu powstał także teledysk. Drugi obraz promocyjny został zrealizowany do piosenki „Reedukacja”. Wśród gości na płycie znaleźli się m.in. Duże Pe, Tede i Lady K.
W 2003 roku płyta uzyskała nominację do nagrody polskiego przemysłu fonograficznego Fryderyka w kategorii album roku hip-hop.

## Lista utworów
Opracowano na podstawie materiału źródłowego.
1. „Mam to w sobie” (produkcja: Wube, gościnnie: Duże Pe, gitara basowa: Staszu Starship Wróbel, scratche: DJ Spox) – 3:34
2. „Gwiazda” (produkcja: Wube, gościnnie: Tede) – 3:45
3. „Reedukacja” (produkcja: Red) – 3:56
4. „Fajne ploty” (produkcja: Wube) – 3:50
5. „Pareskreczy (chwilami widzimisie)” (produkcja: Wube, scratche: DJ Chwilami, DJ Stare Misie) – 1:33
6. „Dawno temu w Ameryce” (produkcja: DJ 600V) – 4:02
7. „Siedem” (produkcja: Wube, scratche: DJ Chwilami) – 5:23
8. „Sssuka” (produkcja: Wube, scratche: DJ Stare Misie) – 3:51
9. „Nie zrozumiesz” (produkcja: Wube, gościnnie: Lady K) – 4:33
10. „Rewia” (produkcja: Andrzej Pieszak, Wube, scratche: DJ Chwilami, keyboard: Pieszak Andrzej, gitara: Rychard „RicziRicz” Krzysiek) – 3:46
11. „Ironia” (produkcja: Wube, gościnnie: Klaoodia) – 3:49
12. „Ona wie” (produkcja: Kolo, Wube, scratche: DJ Chwilami) – 4:57
13. „Kap kap” (produkcja: Wube, gościnnie: Aga) – 4:32
14. „Paredźwięków” (produkcja: Wube, scratche: DJ Chwilami) – 5:36
15. „Bonus” (produkcja: Wube) – 4:52